# Ernest II (książę Brunszwiku-Lüneburga)
Ernest II (ur. 31 grudnia 1564, zm. 2 marca 1611) – książę brunszwicko-lüneburski na Celle od 1592 roku z dynastii Welfów.

## Życiorys
Ernest był najstarszym synem księcia brunszwicko-lüneburskiego na Celle Wilhelma Młodszego i Doroty, córki króla duńskiego Chrystiana III. Po śmierci ojca w 1592 r. został władcą części księstwa brunszwicko-lüneburskiego z ośrodkiem w Celle (formalnie wraz z drugim z synów Wilhelma, Chrystianem). Dzięki brakowi komplikacji zagranicznych skoncentrował się na ulepszeniu organizacji państwa. Doprowadził do zawarcia w 1610 r. traktatu rodzinnego, który zapewniał niepodzielność państwa. Nie ożenił się, zmarł bezpotomnie, a jego następcą był brat Chrystian.